# Heiderscheid
Heiderscheid (luxembourgsk: Heischent) er en kommune og et byområde i Luxembourg. Kommunen, som har et areal på 32,65 km², ligger i kantonen Wiltz i distriktet Diekirch. I 2005 havde kommunen 1.238 indbyggere. 